# Wilajet namangański
Wilajet namangański (uzb. Namangan viloyati / Наманганская область) – jeden z 12 wilajetów Uzbekistanu. Znajduje się we wschodniej części kraju.